# Piper wibomii
Piper wibomii är en pepparväxtart som beskrevs av Truman George Yuncker. Piper wibomii ingår i släktet Piper och familjen pepparväxter. Inga underarter finns listade i Catalogue of Life.